# کویچیرو موریتا
کویچیرو موریتا (انگلیسی: Koichiro Morita؛ زادهٔ ۲۸ اکتبر ۱۹۸۴) بازیکن فوتبال اهل ژاپن است.